# Campus Gotland (Universidade de Uppsala)
O Campus Gotland (em sueco:  Campus Gotland; em inglês:  Campus Gotland) é um campus universitário pertencente à Universidade de Uppsala, e situado na cidade de Visby, na ilha sueca da Gotlândia.

### História
Foi fundado em 2013, pela fusão da antiga Escola Superior da Gotlândia (Högskolan på Gotland; fundada em 1998) com a Universidade de Uppsala, dando origem ao ”Campus Gotland da Universidade de Uppsala” (Uppsala universitet - Campus Gotland).

### Estudantes, professores e funcionários
Tem 2 000 estudantes a tempo inteiro, dos quais 1 300 residentes no campus. Conta com 230 professores e funcionários (2024).

### Cursos e programas
Oferece 33 programas de estudo e uns 300 cursosindependentes, nas áreas de humanidades, direito, engenharia e ciências naturais, ciências sociais, design de jogos, línguas, ciências da educação e ciências da saúde.